# Bernhard Koch (Philosoph)
Bernhard Koch (* 26. Juli 1971 in Bad Reichenhall) ist ein deutscher Philosoph und Ethiker. Er war im Jahr 2024 kommissarischer Leiter des Instituts für Theologie und Frieden in Hamburg.

## Leben
Seine Berufsausbildung begann Koch 1987 mit einer Ausbildung zum Bankkaufmann. Er schloss an der Berufsoberschule Scheyern seine schulische Ausbildung ab um nach dem Zivildienst 1993 Philosophie, Logik und Wissenschaftstheorie in München und Wien zu studieren. Bevor er 2006 an der Hochschule für Philosophie München mit einer Arbeit zu Ciceros Tusculanae disputationes promovierte, lehrte und forschte er als wissenschaftlicher Mitarbeiter an der Pädagogischen Hochschule Weingarten. Seit 2007 arbeitet er für das Institut für Theologie und Frieden in Hamburg als Projektleiter für ethische Fragen legitimer Gewaltanwendung. 2014 wurde er von Militärbischof Franz-Josef Overbeck zum Stellvertretenden Direktor des Instituts für Theologie und Frieden ernannt. Im gleichen Jahr war er Visiting Fellow am Oxford Institute for Ethics, Law and Armed Conflict (ELAC). Im Januar 2020 wurde er von der Theologischen Fakultät der Albrecht-Ludwigs-Universität Freiburg habilitiert und lehrt dort seither zu Grundlagenthemen der Ethik. Zum 1. Januar 2025 ist Koch an das Institut für Wehrmedizinische Ethik der Bundeswehr in München gewechselt. 
Von 2008 bis 2010 war er Lehrbeauftragter an der Helmut-Schmidt-Universität der Bundeswehr in Hamburg und im Anschluss ist er seit 2011 Lehrbeauftragter für Philosophie an der Johann Wolfgang Goethe-Universität Frankfurt am Main. Eine weitere Lehrbeauftragung kam im Wintersemester 2018/19 an der Universität Hamburg hinzu.
In jüngster Zeit ist Bernhard Koch vor allem durch Arbeiten zur Ethik autonomer (Waffen-)Systeme hervorgetreten.

## Schriften
- Philosophie als Medizin für die Seele. Untersuchungen zu Ciceros tusculanae disputationes. Dissertation. Hochschule für Philosophie, München 2006. Steiner, Stuttgart 2006, ISBN 978-3-515-08951-7.
- Es ist an uns. Zur sozialethischen Abwägung bei bewaffneten Drohnen und ihren normativen Implikationen. In: Fabian Forster, Sascha Wugrin, Leonard Wessendorff (Hrsg.): Das Zeitalter der Einsatzarmee. Herausforderungen für Recht und Ethik. Wissenschafts-Verlag, Berlin 2014, ISBN 978-3-8305-3380-1, S. 37–54.
- (Hrsg.): Den Gegner schützen? Zu einer aktuellen Kontroverse in der Ethik des bewaffneten Konflikts. Nomos, Baden-Baden 2014, ISBN 978-3-8487-0784-3.
- Targeted Killing. Grundzüge der moralphilosophischen Debatte in der Gegenwart. In: Veronika Bock u. a.: Christliche Friedensethik vor den Herausforderungen des 21. Jahrhunderts. Nomos, Baden-Baden 2015, ISBN 978-3-8487-1968-6, S. 191–206.
- (Hrsg.) Chivalrous Combatants. The Meaning of Military Virtue Past and Present. Nomos, Baden-Baden 2019, ISBN 978-3-8487-3318-7.
- (Hrsg.) (mit Richard Schoonhoven): Emerging Military Technologies. Ethical and Legal Perspectives, Brill, Leiden 2022, ISBN 978-90-04-507951
- (Hrsg.) (mit Alexander Merkl und Patrick Körbs): Die Friedensbotschaften der Päpste. Von Paul VI. bis Franziskus, Herder, Freiburg i. Br., 2022, ISBN 978-3-451-39217-7

## Rezeption
Sein von ihm herausgegebenes Buch Den Gegner schützen? Zu einer aktuellen Kontroverse in der Ethik des bewaffneten Konflikts rezipierte Wilfried von Bredow in der FAZ. Er merkte an, dass sich das Buch mit Fragen beschäftigt, die sehr konkret seien, aber leider die Antworten der Autoren nicht immer auch konkret wären. Er wünscht sich deshalb eine „Übersetzung“ ins Allgemeinverständliche. Er befürchtet deshalb, dass die komplizierte Fachsprache der Beiträge deren Rezeption behindern wird.